# Díválí

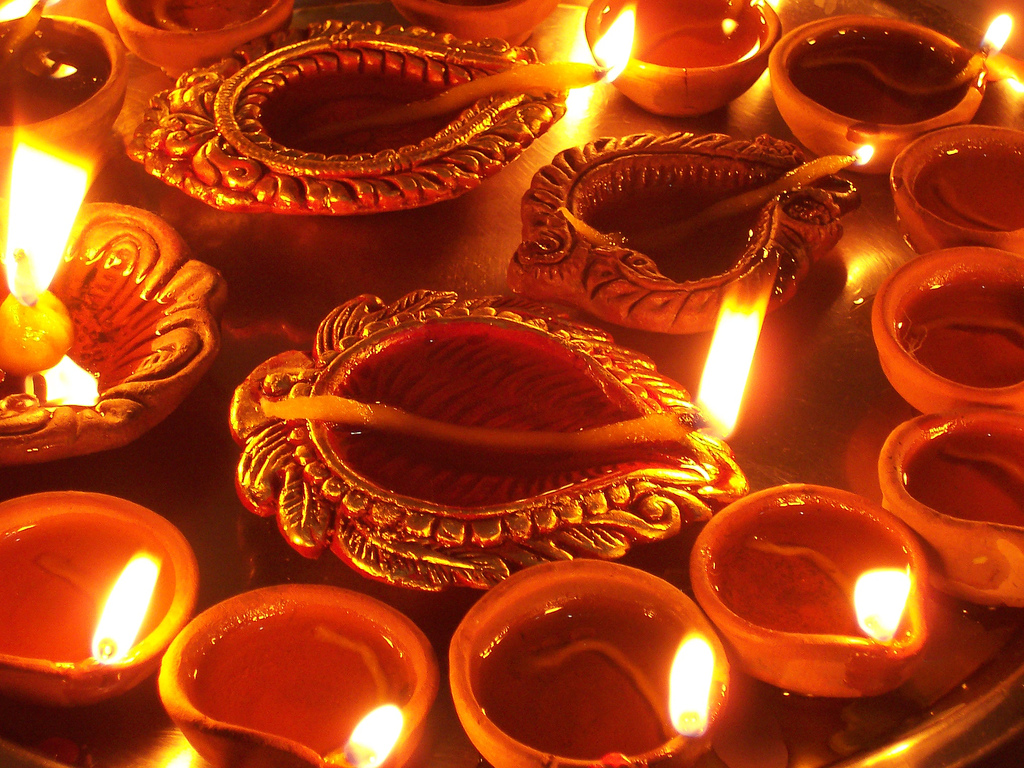
Olejové a voskové lampy používané během Diwali.

Díválí (někdy také Dípávalí, v hindštině दीवाली či दीपावली, v tamilštině தீபாவளி, v gudžarátštině દિવાળી) je pět dní trvající slavnost, kterou slaví zejména hinduisté, sikhové a džinisté. Slaví se od poloviny října do poloviny listopadu a je oficiálním státním svátkem v Indii, Guyaně, Trinidadu a Tobagu, Malajsii, Nepálu, Singapuru, na Srí Lance a Fidži.
Nedílnou součástí slavnosti je zapalování malých hliněných lampiček (diyā) naplněných olejem, které symbolizují vítězství dobra nad zlem. Účastnící nosí při této příležitosti zpravidla nové šaty a navzájem se obdarovávají sladkostmi. Pro některé indické finanční instituce začíná finanční rok právě prvním dnem Díválí, což jim má na dalších 12 měsíců přinést štěstí.

## Původ názvu
Sám název Díválí je zkratkou z původního slova Dīpāvalī, což je ze Sanskrtu překládáno jako „řada lamp“. Svátek je též mnohdy označován jako Svátek světel.
V pražské zoo se tato slavnost tradičně připomíná speciálním programem "Diwali - svátek světel".

## Časový rámec
Diwali začíná vždy 15. dne hinduistického měsíce Kártik, 20 dnů po hinduistickém svátku Dašahrá, když je Měsíc v novu. Předchozí Díválí začínaly:
- 5. listopadu 2010
- 26. října 2011
- 13. listopadu 2012
- 3. listopadu 2013
- 23. října 2014
- 11. listopadu 2015
- 30. října 2016
- 19. října 2017
- 7. listopadu 2018
- 27. října 2019
- 15. listopadu 2020

## Náboženské souvislosti
Ačkoli je Díválí slaveno podobně a v jádru jde o indický ekvivalent dožínkových slavností, důvod oslav se v různých náboženstvích liší.

### Hinduismus

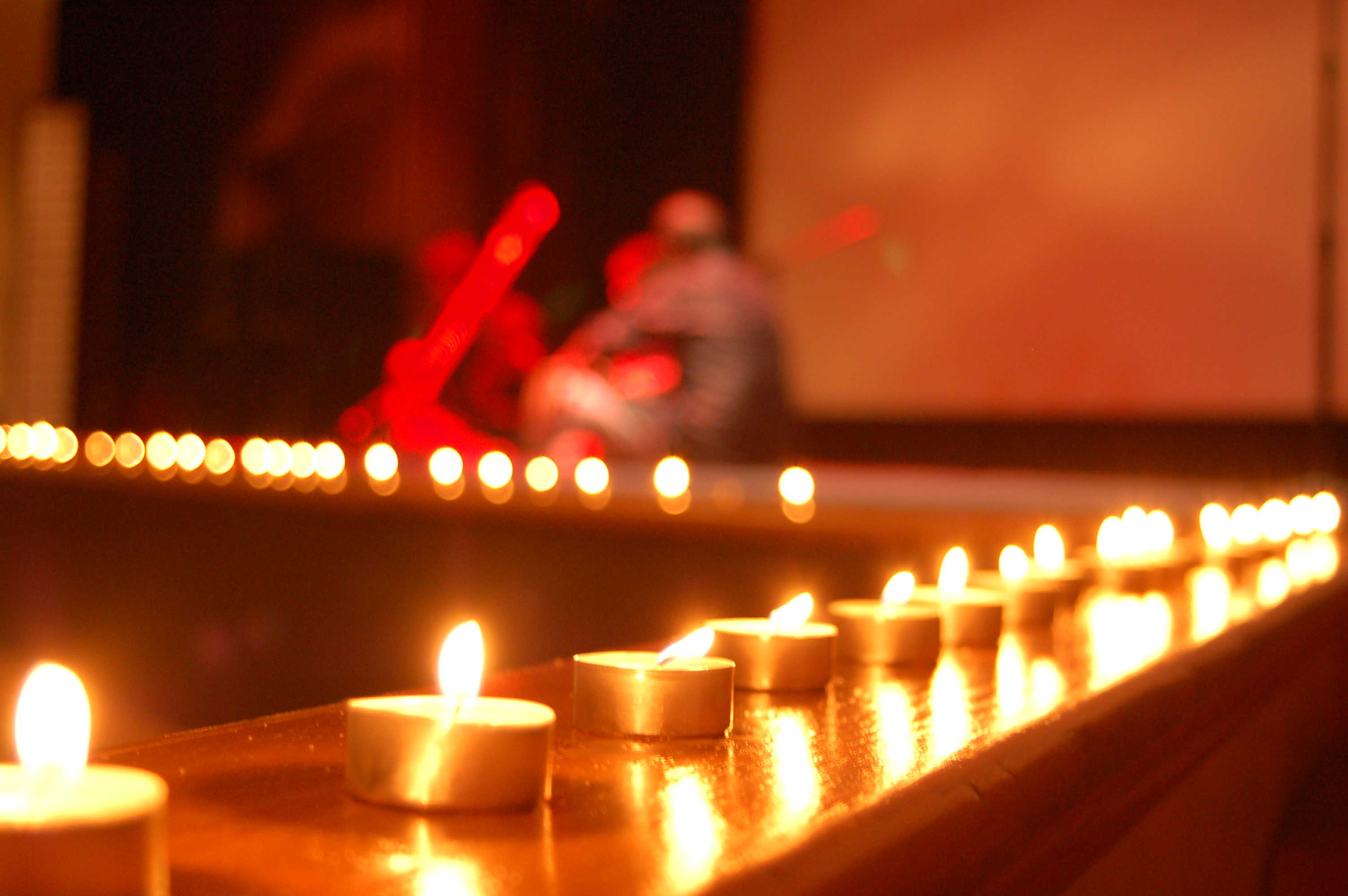
Díválí neboli Svátek světel

Hinduisté spojují s Díválí dvě důležité události:
Především na severu Indie se jedná o návrat Rámy po 14 letech z vyhnanství. Když se vracel do svého hlavního města Ajódhja, jeho obyvatelé rozsvítili mnoho lamp rozestavených v řadách na okrajích cest, aby za tmy našel cestu.
Na jihu Indie se jedná o oslavu porážky zlého démona Narakásury, kterého porazil sám Kršna a osvobodil tak 16 000 žen, které démon držel v zajetí.

### Sikhismus
Pro sikhy představuje Díválí především den, kdy byl z vězení v pevnosti Gválijar propuštěn guru Hargóbinda a spolu s ním 52 dalších vládců roku 1619. Mughalský vládce Džahángír jeho a dalších 52 místních vládců uvěznil proto, že se bál jeho rostoucího vlivu. Džahángír nechtěl původně propustit všechny uvězněné a stanovil proto podmínku, že spolu s Hargóbindou smí odejít pouze tolik uvězněných, kolik se dokáže cestou z pevnosti držet jeho pláště. Hargóbinda si proto ve vězení utkal velký plášť s 52 stuhami tak, aby se jeho pláště mohli cestou z pevnosti držet všichni uvěznění.

### Džinismus
Díválí má také velký význam pro džainy. Je tak slaven den, kdy Mahávíra, poslední z Tírthankarů, dosáhl nirvány.

Svátek dodržují rovněž přívrženci hinduismu na Západě včetně Prahy, kde oslavy hostilo například společenství Jóga v denním životě, a to za účasti indického velvyslance.
Na tento svátek připadají též narozeniny Maháraprabhudžího.